# Leuken (Weert)

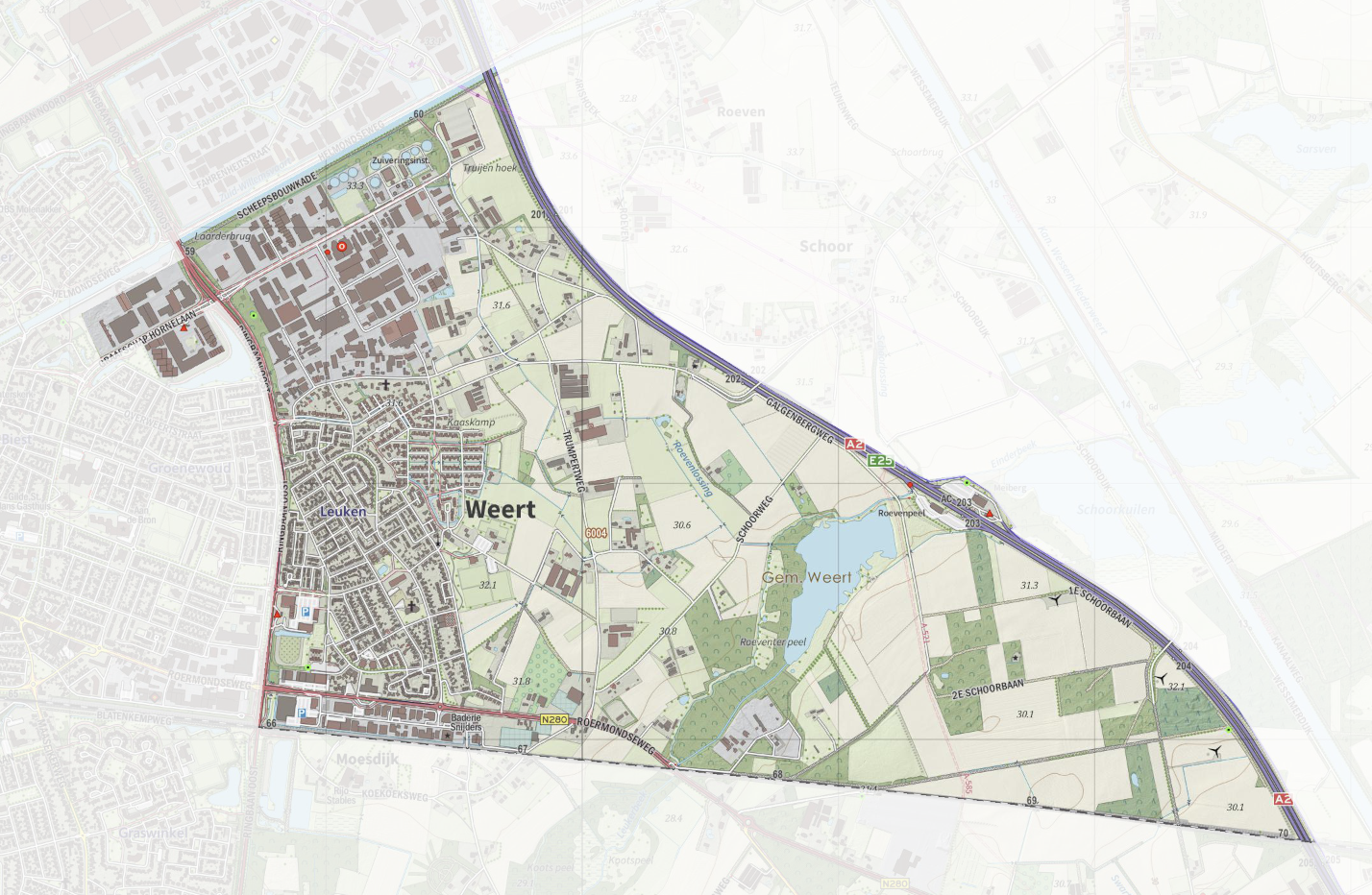
Kaart van Leuken (2022)

Leuken (Limburgs: Luuëke) is de meest oostelijke wijk van de stad Weert. Er wonen ongeveer 4000 mensen. Leuken is een voormalige buurtschap. Oorspronkelijk bestond het uit de twee delen, Leuken en Moesdijk, gescheiden door de spoorlijn Budel - Vlodrop. Tegenwoordig is Leuken een wijk van de stad Weert en Moesdijk een buurtschap in het buitengebied van Moesel (Weert). De twee delen worden gescheiden door de spoorlijn, de N280 en het daartussen gelegen bedrijventerrein dat eveneens dienst doet als perifere detailhandel locatie.
Ten noorden van Leuken ligt het industrieterrein Leuken-Noord.

## Geschiedenis
In de 17e eeuw werd in Leuken de Leukerschans aangelegd.
De eerste aanzet voor uitbreiding van de buurtschap tot woonwijk werd gemaakt in de Jaren 50, maar werd op planmatige wijze uitgevoerd in de Jaren 60 en Jaren 70 van de 20e eeuw. Er ontstonden diverse voorzieningen zoals een school, sportpark, winkelcentrum en een parochiekerk.
In de jaren Jaren 2010 vond er een uitbreiding van Leuken plaats met de nieuwbouwwijk Vrouwenhof. Het centrumgebied van de wijk werd daarop gemoderniseerd, onder andere door een nieuwe school en verplaatsing van het winkelcentrum naar de hoofdverbinding van de wijk naar het centrum van Weert aan de Ringbaan Oost. Het dient hiermee met uitgebreide voorzieningen niet alleen als winkelcentrum voor Leuken maar ook voor de wijk Groenewoud (Weert). Op het terrein van het voormalige winkelcentrum in het midden van de wijk is een park aangelegd en worden levensloop bestendige woningen gerealiseerd.
Tegelijkertijd met de bouw Vrouwenhof is ten oosten van de wijk een nieuw sportpark gerealiseerd. Het voormalige sportpark langs de Ringbaan is daarmee opgeheven en een groen parkachtig gebied geworden met ruimte voor toekomstige stadsinbreiding.
In het uiterste oosten van het buitengebied is langs de A2 in 2022 het windpark 'Griees Hej' gerealiseerd.

## Bezienswaardigheden
- Sint-Matthiaskerk
- Sint-Jobkapel

Stad: Weert

Kerkdorpen: Altweerterheide · Laar · Stramproy · Swartbroek · Tungelroy 

Buurtschappen: Altweert · Bosven · Breyvin · Castert · Crixhoek · De Berg · De Boberden · De Horst · Dijkerstraat · Hei · Houtbroek · Hushoven · Oud-Boshoven · Rietbroek · Vlootkant · Wisbroek

Woonwijken: Boshoven (Vrakker · Oda · Oud-Boshoven) · Laarveld · Molenakker · Kampershoek · Fatima · Weert-Centrum · Biest · Groenewoud · Leuken (Vrouwenhof · Leuken-Noord) · Keent (Parkhof) · Moesel · Graswinkel · Rond de Kazerne (Altweert · Boshoverbeek) 

Limburg: Steden en dorpen      Nederland: Provincies · Gemeenten